# 2003 في السعودية
تحتوي هذه المقالة على أهم الأحداث التي شهدتها السعودية في 2003، والذي يوافق 1423 / 1424 هجري إضافة إلى أهم الشخصيات السعودية التي وُلدت أو تُوفيت في هذه السنة.

## السياسة

### الحكم
الملك: فهد بن عبد العزيز آل سعود

## أحداث
- افتتاح المعهد العلمي في الدرعية.[1]
- افتتاح معرض تقنية المعلومات السادس بالجبيل الصناعية.[2]
- اعلان برنامج الإغاثة السعودي يفتتح محطة لتنقية مياه الشرب في بغداد.[3]
- قيام الطبيب عبد الله الربيعة بعملية الفصل التوأم السيامي المصري تاليا وتالين.
- افتتاح مبنى المحكمة الكبرى بمكة المكرمة واستحداث أقسام إدارية الجديدة بها بحضور وزير العدل عبد الله بن محمد آل الشيخ.[4]
- افتتح وزير الصحة حمد بن عبد الله المانع الندوة الأولى لطب نقل الدم وتكريم المتبرعين بالدم لأكثر من خمسين مرة وذلك بمركز الملك عبد العزيز التاريخي.

### يناير
- 1: شركة الإتصالات السعودية تعلن تخفيض قيمة تأسيس الهاتف الجوال من 300 ريال إلى 100 ريال.[5]
- 1: إسرائيل تمنع دخول 12 سيارة إسعاف هبة سعودية للفلسطينيين.[6]
- 2: رئيس جزر القمر يطلب من الوليد بن طلال المساعدة لدعم قطاع الكهرباء في بلاده.[7]
- 2: تركي الفيصل يحصل على ميدالية تقديرية من الرئيس الإيطالي.[7]
- 3: مدير عام التعليم بمنطقة الرياض عبد الله بن عبد العزيز المعيلي يفتتح معرض الابتكارات العلمية لطلاب الرياض.
- 3: المملكة العربية السعودية تحتل المرتبة الأولى في التجارة البينية لدول منظمة المؤتمر الإسلامي.
- 15: مؤسسة الوقف الإسلامي تطلق أكبر مشروع لتعليم اللغة العربية لغير الناطقين بها.[8]
- 23: وزير الخارجية سعود الفيصل في حوار مع جريدة الجزيرة: لن ينوب أحد عن العراق في تحمل مسؤولياته ولم ندخر وسعًا طوال الأيام الماضية لمنع الحرب. ويكمل: أراضينا لن تستخدم في الحرب وسياستنا عدم التدخل.[9]
- 23: ولي العهد عبد الله بن عبد العزيز يفتتح المعهد السعودي الياباني للسيارات.[10]
- 23: افتتاح المرحلة الأولى لمشروع مياه الشرب في حريملاء.

### فبراير
- 1: دشن مدير مستشفى عرعر المركزي حمود شفاقة العنزي حملة التبرع بالدم معلناً بذلك انطلاقة حملات التبرع بالدم بالمنطقة.[11]

### مايو
- 12: تفجيرات تهز شرق العاصمة الرياض.[12][13]

### أغسطس
- بداية جلسات الحوار الوطني السعودي.
- 1: نجاح فريق طبي سعودي في إعادة الحركة والحياة إلى ساقي طفلة عراقية تبلغ من العمر سبع سنوات بعد مضي عام ونصف العام على التصاقهما بظهرها نتيجة تعرضها لحروق شديدة ناجمة عن انفجار قنبلة عنقودية.[14]
- 11: مركز جمعية الأطفال المعوقين بجدة تنجح في دمج وتأهيل 103 من الأطفال ذوي الإحتياجات الخاصة في مدارس التعليم العام والخاص بعد 3 سنوات من البدء بتنفيذ قرار الدمج.[15]
- 25 : زيارة وفد طبي سعودي إلى كوسوفا.
- 26 : قدمت المملكة العربية السعودية تبرعاً مقداره أربعمائة طن من التمور مساعدة للمتضررين من الجفاف في دولة اريتريا.[16]

### سبتمبر
- 10: الجامعة الإسلامية تبدأ قبول الدراسة في فصل محو الأمية من ضمن مشروع المدينة بلا أمية.[17]
- 13: سيّرت الندوة العالمية للشباب الإسلامي قافلة طبية دعوية في جمهورية الصومال استفاد منها «3150» شخصاً على مدى أسبوعين، في إطار تكثيف العمل الإغاثي بسبب الحرب الأهلية هناك.[18]

### أكتوبر
- مجلس الوزراء السعودي يعلن عن إجراء أول انتخابات عامة للمجالس البلدية.
- 1: مدينة سلطان بن عبد العزيز للخدمات الإنسانية تطلق برنامج «الأطراف الصناعية».[19]
- 10: إنشاء المركز الوطني الشامل لأمراض الثدي في مستشفى الملك فيصل التخصصي بتكلفة مالية قدرها 100 مليون ريال.[20]
- 14: أنصار الحركة الإسلامية للإصلاح يقومون بمظاهرات معارضة للحكومة في الرياض.
- 21: إعلان المسابقة الدولية الثالثة والثلاثين لكتابة الرسائل البريدية لعام 2004م وذلك تحت عنوان «أكتب لأقول لك كيف يمكن للشباب أن يسهم في الحد من الفقر».من إدارة التربية والتعليم بمحافظة عنيزة.[21]

### نوفمبر
- 5: سارة بنت عبد المحسن العنقري حرم أمير منطقة مكة المكرمة عبد المجيد بن عبد العزيز آل سعود تكرم 14 حافظة للقرآن الكريم في نادي مكة الثقافي الأدبي عن مسابقته السنوية الرمضانية لحافظات كتاب الله، وذلك في مقر إدارة تعليم البنات بمكة المكرمة.[22]
- 8استهداف مجمع المحيا السكني الذي يقطنه أجانب بسيارات مفخخة.[23]

### ديسمبر
- 17: نجح فريق طبي من مستشفى الملك فيصل التخصصي ومركز الأبحاث بالرياض في إجراء عملية زراعة كبد لمريض سعودي يبلغ من العمر 62 سنة كان يعاني من تليف مزمن في الكبد ووجود ورم سرطاني بها بسبب إصابته بفيروس الكبد الوبائي (ج) وتمت العملية دون ان ينقل له أي كمية من الدم أثناء الجراحة التي استغرقت 6 ساعات متواصلة.[24]
- 27: وزارة التربية والتعليم «شؤون تعليم البنات» تنشىء أربعة مشاريع مدرسية جديدة لمدارس البنات بإدارة التربية والتعليم بالمخواة وهي: مشروع مدرسة القحزة بغامد الزناد ومشروع مدرسة غليلة بالشعراء ومشروع ثانوية الجوة ومشروع قلوة.[25]
- 30  السعودية ترسل معونات طبية عاجلة ومن ضمنها مستشفى ميداني متنقل اضافة لما تم ارساله سابقا إلى إيران استجابة لندائها العاجل الذي وجهته إلى العالم بطلب مساعدات إغاثية - طبية وإيوائية وغذائية- إثر الزلزال المدمر الذي ضرب مدينة «بام» جنوب شرق إيران يوم الجمعة الماضي والذي راح ضحيته أكثر من 28 ألفا.[26]
- 30: محافظ الدوادمي محمد بن سعود الهلال يكرم 95 طالباً متفوقًا في المحافظة.[27]

## وفيات

### أبريل
- 12: ماجد بن عبد العزيز آل سعود، أمير منطقة مكة المكرمة الأسبق. (و. 1938)[28]

### أكتوبر
- 5: بكر الشدي، ممثل سعودي (و. 1959).[29]